# سانتا كروز دي لوس كانياموس (سيوداد ريال)
بلدية سانتا كروز دي لوس كانياموس (بالإسبانية: Santa Cruz de los Cáñamos)‏، هي إحدى بلديات مقاطعة سيوداد ريال إحدى مقاطعات إسبانيا، والتي تقع في منطقة قشتالة لا منتشا وسط إسبانيا.
يبلغ عدد سكانها 615 نسمة وفقاً لإحصائية سنة (2007).